# Sarcophaga ikat
Sarcophaga ikat är en tvåvingeart som beskrevs av Thomas Pape och Hiromu Kurahashi 2004. Sarcophaga ikat ingår i släktet Sarcophaga och familjen köttflugor. Inga underarter finns listade i Catalogue of Life.